# Джанбахишов, Галандар Сурхай оглы
Галандар Сурхай оглы Джанбахишов (азерб. Qələndər Surxay oğlu Canbaxışov; род. 17 августа 1957, Дашкенд, Басаргечарский район) — доктор медицинских наук (1999), профессор (2010), Заслуженный врач Азербайджанской Республики (2000), Научный руководитель отделения травматологии Азербайджанского научно-исследовательского института травматологии и ортопедии (2006), Главный травматолог-ортопед Министерства здравоохранения Азербайджана (1999—2006), Член Международного общества научных хирургов-ортопедов и травматологов, Организатор применения метода Илизарова на научной основе и его широкого распространения в Азербайджане.

## Биография
Галандар Сурхай оглы Джанбахишов родился 17 августа 1957 года в селе Дашкенд Басаркечерского района Армянской ССР, ныне село Айрк входит в Гехаркуникскую область Республики Армения.
В 1974 году поступил на лечебно профилактический факультет Азербайджанского медицинского института им. Н. Нариманова, который в 1980 году окончил с отличием.
В 1980 году был направлен хирургом в город Курган Курганской области РСФСР. В 1984—1987 годах учился в очной аспирантуре Курганского научно-исследовательского института экспериментальной и клинической ортопедии и травматологи (КНИИЭКОТ), а в 1987—1990 годах работал научным сотрудником в КНИИЭКОТе. Вернулся в Азербайджан в 1990 году. Будучи учеником академиков Г. А. Илизарова и В. И. Шевцова, он узнал от них секреты этой науки.
В 1990—1999 годах он был старшим научным сотрудником и учёным секретарем Азербайджанского научно-исследовательского института травматологии и ортопедии(АзНИИТО). В 1999—2006 годах был директором АзНИИТО и главным травматологом-ортопедом Министерства здравоохранения Азербайджанской Республики. С 2006 года работает научным руководителем отделения «Острая травма».
В 1989 году он защитил кандидатскую диссертацию «Одновременное удлинение обеих голеней у больных ахондроплазией — как первый этап увеличения роста», а в 1999 году окончил докторантуру и получил звание доктора медицинских наук, защитив под руководством акадика В. И. Шевцова докторскую диссертацию на тему «Увеличение роста у больных ахондроплазией с восстановлением пропорциональности тела методом дистракционного остеосинтеза».
Является автором монографии (в соавторах), более 120 научных работ, 3 патентов, 3 методических рекомендаций и ряда предложений по оптимизации. Несколько его статей были опубликованы в зарубежных странах, таких как Россия, Турция, Иран, Латвия, Украина, Италия и Грузия, и он участвовал и был модератором в нескольких региональных, республиканских и международных конференциях. Им подготовлены один доктор наук и семь кандидатов наук.
С 2000 по 2020 год являлся членом диссертационного совета Д03.011 Азербайджанского Медицинского Университета. С 2004 года он является членом SICOT\SIROT (Международное научное общество хирургов-ортопедов и травматологов-Брюссель).
С 2006 года по настоящее время научный руководитель отделения травматологии Азербайджанского научно-исследовательского института травматологии и ортопедии также является организатором применения метода Илизарова на научной основе и его широкого распространения в Азербайджане.
В 2010 году ему присвоено ученое звание профессора.

## Награды и звания
- Заслуженный врач Азербайджанской Республики, 2 ноября 2000 года[3].
- Почетная грамота Министерства здравоохранения Азербайджанской Республики, 10 ноября 2016 года.
- Почётный профессор Национального медицинского исследовательского центра травматологии и ортопедии имени академика Г. А. Илизарова, Россия, 2021 год[4].

## Основные научные труды
- Джанбахишов Г. С. Особенности послеоперационного течения у больных ахондроплазией при одновременном удлинении обеих голеней на двух уровнях по Илизарову //Областная медико-биологическая конференция молодых ученых и специалистов: Тез. докл. — Курган, 1987. — С.22-23.
- Джанбахишов, Г. С. Одновременное удлинение обеих голеней по Илизарову у больных ахондроплазией, как первый этап увеличения роста : дис… канд. мед. наук / Г. С. Джанбахишов. — Курган, 1989. — 148 с.
- Джанбахишов, Г. С. Одновременное удлинение обеих голеней по Илизарову у больных ахондроплазией, как первый этап увеличения роста: автореф. дис. канд. мед. наук / Г. С. Джанбахишов; РНЦ «ВТО» им. акд. Г. А. Илизарова. Курган, 1989. — 23 с.
- Ахондроплазия. Билокальный дистракционный остеосинтез голени: пособие для врачей / МЗ РФ. РНЦ «ВТО»; сост.: А. В. Попков, Е. В. Диндиберя, А. А. Щукин, Г. С. Джанбахишов. — Курган, 1998. — 24 с.
- Увеличение роста у больных ахондроплазией с восстановлением пропорциональности тела методом дистракционного остеосинтеза: автореф. дис. … д-ра мед. наук / Г. С. Джанбахишов ; Перм. гос. мед. академия. — Пермь , 1999. — 33 с.
- Ахондроплазия-руководство для врачей — Москва: Медицина, 2001. — 352с. (həmmüəllif.);
- Лечение переломов диафиза бедренной кости стержневым аппаратом нашей конструкции.//Современные технологии в травматологии и ортопедии.- сб. тезисов Всероссийской науч.-практ.конференции.- Москва, 17-18 мая 2005., с.117-118. (с соавт);
- Джанбaхишов Г. С. Лечение переломов диафиза бедренной кости стержневым аппаратом нашей конструкции [Текст] / Г. С. Джанбaхишов, А. Г. Гахраманов, В. Н. Махмудов: сб. тезисов «Современные технологии в травматологии и ортопедии». — Москва, 2005. — С. 117—118.
- Оптимальное применение аппаратов внешней фиксации при лечении множественних переломов нижних конечностей// Экспериментальная и клиническая медицина. 2009. № 4(48). с.36-40.
- Лечение билатеральных переломов бедренных костей аппаратами наружной фиксации. Г. С. Джанбахишов, Ш. Б. Акберов. «Ортопедия, травматология и протезирование» 2010, No 2: 81-82. ISSN 0030-5987
- Джанбахишов Г. С. Наш опыт остеосинтеза чрезвертельных и подвертельных переломов бедренной кости стержневыми аппаратами наружной фиксации у лиц пожилого возраста / Г. С. Джанбахишов, Р. Р. Талышинский, Ш. Ш. Гаджиев, И. Ф. Агабеков // Літопис травматології та ортопедії. — 2012. — № 1-2. — С. 161—163. — Режим доступу: http://nbuv.gov.ua/UJRN/Lto_2012_1-2_47.